# Dalnabreck
Dalnabreck (Schots-Gaelisch: Dail nam Breac) is een dorp ongeveer 3 kilometer ten westen van Acharacle en ongeveer 2 kilometer ten zuidwesten van Ardmolich op de zuidwestelijke oever van Loch Shiel in de Schotse lieutenancy Inverness in het raadsgebied Highland.